# Списък на действащите МСФО към 1 януари 2015 г.
Това е списък на МСФО с техните номера и наименования. Списъкът служи като приложение към статията за МСФО.

## Списък

### МСС (1973-2000)
- МСС 1. Представяне на финансови отчети;[1]
- МСС 2. Материални запаси;[2]
- МСС 7. Отчети за паричните потоци;[3]
- МСС 8. Счетоводна политика, промени в счетоводните приблизителни оценки и грешки;[4]
- МСС 10. Събития след отчетния период;[5]
- МСС 11. Договори за строителство;[6]
- МСС 12. Данъци върху дохода;[7]
- МСС 14. Отчитане по сегменти;[8]
- МСС 16. Имоти, машини и съоръжения;[9]
- МСС 17. Лизинг;[10]
- МСС 18. Приходи;[11]
- МСС 19. Доходи на наети лица;[12]
- МСС 20. Счетоводно отчитане на безвъзмездни средства, предоставени от държавата, и оповестяване на държавна помощ;[13]
- МСС 21. Ефекти от промените в обменните курсове;[14]
- МСС 23. Разходи по заеми;[15]
- МСС 24. Оповестяване на свързани лица;[16]
- МСС 26. Счетоводство и отчитане на планове за пенсионни доходи;[17]
- МСС 27. Индивидуални финансови отчети;[18]
- МСС 28. Инвестиции в асоциирани предприятия и съвместни предприятия;[19]
- МСС 29. Финансово отчитане при свръхинфлационни икономики;[20]
- МСС 30. Оповестяване във финансовите отчети на банки и сходни финансови институции;[21]
- МСС 31. Дялове в съвместни предприятия;[22]
- МСС 32. Финансови инструменти: представяне;[23]
- МСС 33. Нетна печалба на акция;[24]
- МСС 34. Междинно финансово отчитане;[25]
- МСС 36. Обезценка на активи;[26]
- МСС 37. Провизии, условни пасиви и условни активи;[27]
- МСС 38. Нематериални активи;[28]
- МСС 39. Финансови инструменти: признаване и оценяване;[29]
- МСС 40. Инвестиционни имоти;[30]
- МСС 41. Земеделие.[31]

### МСФО (2001-2015)
- МСФО 1. Прилагане за първи път на МСФО;[32]
- МСФО 2. Плащане на базата на акции;[33]
- МСФО 3. Бизнес комбинации;[34]
- МСФО 4. Застрахователни договори;[35]
- МСФО 5. Нетекущи активи, държани за продажба, и преустановени дейности;[36]
- МСФО 6. Проучване и оценка на минерални ресурси;[37]
- МСФО 7. Финансови инструменти: оповестяване;[38]
- МСФО 8. Оперативни сегменти;[39]
- МСФО 9. Финансови инструменти;[40]
- МСФО 10. Консолидирани финансови отчети;[41]
- МСФО 11. Съвместни предприятия;[42]
- МСФО 12. Оповестяване на дялови участия в други предприятия;[43]
- МСФО 13. Оценяване по справедлива стойност;[44]